# تپه چم قروق
تپه چم قروق مربوط به دوران‌های تاریخی پس از اسلام است و در شهرستان خرم‌آباد، کوچه ۱۰ جاده خرم‌آباد به پل دختر واقع شده و این اثر در تاریخ ۱۲ بهمن ۱۳۸۱ با شمارهٔ ثبت ۷۱۲۰ به‌عنوان یکی از آثار ملی ایران به ثبت رسیده است.